# Rinorea rubra
Rinorea rubra är en violväxtart som beskrevs av Henri Ernest Baillon. Rinorea rubra ingår i släktet Rinorea och familjen violväxter. Inga underarter finns listade i Catalogue of Life.